# Boks na Letnich Igrzyskach Olimpijskich 1904 – waga piórkowa mężczyzn
Turniej mężczyzn w wadze piórkowej był jedną z konkurencji bokserskich na Letnich Igrzyskach Olimpijskich 1904. Zawody odbyły się w dniach 21-22 września. W zawodach uczestniczyło tylko trzech zawodników ze Stanów Zjednoczonych.

## Wyniki
|  |                      |                      |                      |             |             |                   |                   |                   |
|  | Półfinał 21 września | Półfinał 21 września | Półfinał 21 września |             |             | Finał 22 września | Finał 22 września | Finał 22 września |
|  | Półfinał 21 września | Półfinał 21 września | Półfinał 21 września |             |             | Finał 22 września | Finał 22 września | Finał 22 września |
|  |                      |                      |                      |             |             |                   |                   |                   |
|  |                      |                      |                      |             |             |                   |                   |                   |
|  |                      |                      |                      | Oliver Kirk | Oliver Kirk | W                 |                   |                   |
|  |                      |                      |                      | Oliver Kirk | Oliver Kirk | W                 |                   |                   |
|  | Frank Haller         | Frank Haller         | W                    |             |             | Frank Haller      | Frank Haller      | L                 |
|  | Frank Haller         | Frank Haller         | W                    |             |             | Frank Haller      | Frank Haller      | L                 |
|  | Frederick Gilmore    | Frederick Gilmore    | L                    |             |             |                   |                   |                   |
|  | Frederick Gilmore    | Frederick Gilmore    | L                    |             |             |                   |                   |                   |

W - Wygrana

L - Przegrana